# Komárov (Slovacchia)
Komárov (in ungherese Felsőkomaróc, in tedesco Schimmhau) è un comune della Slovacchia facente parte del distretto di Bardejov, nella regione di Prešov.

## Storia
Il villaggio viene citato per la prima volta nel 1335 come località in cui si amministrava la giustizia secondo il diritto germanico. Appartenne alla Signoria di Kurima. Nel XVIII secolo passò ai Bydeskuty.